# Denisia rhaetica
Denisia rhaetica is een vlinder uit de familie sikkelmotten (Oecophoridae). De wetenschappelijke naam is voor het eerst geldig gepubliceerd in 1856 door Frey.
De soort komt voor in Europa.